# Евсевий Сирийский
Евсе́вий (др.-греч. Εὐσέβιος; IV век — до 444 года) — христианский подвижник, сирийский пустынник, преподобный.
Сведения о жизни Евсевия сообщает Феодорит Кирский в 18 главе своей книги «История боголюбцев». О месте рождения и родителях Евсевия сведений нет. Евсевий стал монахом в одном монастыре, а когда прожил в нём некоторое время, то ушёл из него, выбрав отшельничество. Он поселился  на хребте одной горы вблизи большого селения под названием Асихан (др.-греч. Ἀσιχᾶν). Жилище его не имело крыши, а представляло собой ограждённое место из камней, которые были связаны между собой глиною. Евсевий проводил жизнь в молитвах и постах под открытым небом. Его одежда была сшита из кож животных, он питался горохом и бобами, смоченными в воде, иногда он употреблял  в пищу смоквы, стараясь таким образом подкрепить слабое своё тело. Евсевий дожил до глубокой старости, был почти полностью беззубым, но он не изменил ни пищи, ни жилища. В морозы и в зной Евсевий терпеливо переносил все изменения погоды. Его лицо было сморщенное и все члены тела иссушенные. Он довёл своё тело до такой степени измождения, что пояс не мог держаться на бёдрах его, мышцы совсем пропали, а пояс свободно соскальзывал вниз. Для того, чтобы пояс держался Евсевий пришил его к хитону. Евсевий вёл созерцательную жизнь и избегал разговоров, он общался вначале только с некоторыми людьми, позволяя открывать дверь и входить к нему. Вёл он беседы о Боге с ними, а после окончания разговора приказывал им замазать дверь грязью. Позже Евсевий решил избегать общения и с немногими, он совершенно заградил вход, привалив большой камень к двери. Лишь с немногими из собратий разговаривал через отверстие, через которое видеть его самого было невозможно; через это же отверстие он принимал и приносимое ему небольшое количество пищи. Наконец, Евсевий отказался вести разговоры со всеми людьми, исключением был только сам епископ Феодорит Кирский. С ним старец вёл долгие беседы и часто, когда Феодорит уже собирался уходить, старец удерживал его, продолжая вести речь о Небесном. Многие стали приходить к Евсевию, для того чтобы получить благословение, он обычно был недоволен таким многолюдством, в итоге Евсевий ушел к ближайшим подвижникам и в их монастыре — маленькой ограде, пристроенной к стене, — продолжал подвизаться в обычных трудах. Настоятель этого монастыря, рассказывал, что Евсевий проводил семь недель Великого Поста, довольствуясь всего пятнадцатью смоквами. Умер Евсевий незадолго до написания книги Феодоритом Кирским «История боголюбцев», до 444 года.